# Кіпрос Хрістофору
Кіпрос Хрістофору (грец. Κύπρος Χριστοφόρου, нар. 24 квітня 1993, Лімасол) — кіпрський футболіст, захисник. Відомий за виступами в низці кіпрських клубів, зокрема АПОЕЛ та «Неа Саламіна», а також у складі національної збірної Кіпру. Чемпіон Кіпру.

## Клубна кар'єра
Кіпрос Хрістофору народився 1993 року в місті Лімасол, та є вихованцем футбольної школи місцевого клубу «Аріс». Дорослу футбольну кар'єру розпочав 2012 року в основній команді того ж клубу, в якій грав до 2016, взявши участь у 83 матчах чемпіонату.
У 2016 році Хрістофору отримав запрошення від клубу АПОЕЛ, проте під час чемпіонського сезону нікосійської команди зіграв у ній лише 2 матчі, тому наступний сезон провів у оренді в своєму рідному клубі «Аріс».
У 2018 році Кіпрос Хрістофору перейшов до клубу «Неа Саламіна», у складі якого грав до 2021 року. Більшість часу, проведеного у складі «Неа Саламіни», був основним гравцем захисту команди, провів у її складі 63 матчі.
До складу клубу АЕК (Ларнака) приєднався 2021 року. У складі клубу з Ларнаки грав до 2023 року, зіграв за клуб 20 матчів в національному чемпіонаті.

## Виступи за збірну
2016 року Кіпрос Хрістофору дебютував у складі національної збірної Кіпру. У складі збірної грав до 2019 року, та провів у її складі лише 2 матчі.

## Титули і досягнення
- Чемпіон Кіпру (1):

АПОЕЛ: 2016–2017